# Sluis (beveiliging)
Een sluis ter beveiliging is een ruimte met twee (of meer) deuren of hekken, waar er maar één tegelijk van open kan. 

## Verschillende milieus
Een sluis kan dienen om het milieu (water, lucht of licht) aan weerszijden van elkaar te scheiden. Vaak moet er dan na het sluiten van de ene deur iets worden gedaan om het milieu in overeenstemming te brengen met het milieu aan de andere kant voordat de andere deur geopend mag worden.
Het bekendste voorbeeld van een dergelijke sluis treft men aan in kanalen, zie Sluis (waterbouwkunde). Nadat een schip de sluis is binnengevaren, wordt de ene sluisdeur gesloten, het waterniveau in overeenstemming gebracht met het niveau en de andere kant en de andere deur geopend.
In grotere ruimteschepen wordt een luchtsluis gebruikt om van een luchthoudende ruimte naar een luchtledige ruimte te gaan. Er kunnen zelfs sluizen zijn tussen verschillende compartimenten van een ruimteschip, zodat bij een ongeval niet het hele ruimtechip luchtledig wordt. In een kleiner ruimteschip, zoals de maanlanders van het Apolloproject, is geen luchtsluis maar wordt de hele ruimte luchtledig gemaakt, zodat alle ruimtevaarders een ruimtepak moeten dragen; ook degenen die binnen blijven.
In duikboten kan een sluis voor personen zijn, maar soms is een opening in de bodem van de boot voldoende. Torpedo's worden via een sluis afgevuurd.
Een donkere kamer voor fotografische werkzaamheden kan een lichtsluis hebben, zodat personen in en uit kunnen lopen zonder dat er licht in de werkruimte komt.

## Justitie
Een sluis kan dienen om de doorgang te bemoeilijken.
Dergelijke sluizen worden onder andere toegepast in justitiële inrichtingen en banken. Sommige sluizen kunnen worden bediend door de passant zelf, met een sleutel, toegangscode of een elektronische sleutelkaart. De meeste sluizen worden echter bediend door personeel in een andere ruimte, om een snelle ontvluchting door middel van gijzeling van een personeelslid te voorkomen.
In een justitiële inrichting, rechtbank of politiebureau is het doel van een sluis het voorkomen van het ongewenst meelopen van verdachten / gedetineerden. Praktisch alle doorgangen in de beveiligde ring(en) rond justitiële gebouwen zijn uitgevoerd als sluis, ook worden sluizen toegepast in de gevangenis als verbinding tussen de diverse zones. Sluizen kunnen onderdeel zijn van een gebouw of een hekwerk en zijn er in vele vormen, van kleine personensluis tot sluizen geschikt voor vrachtauto's.
Een bijzondere vorm van een sluis is de remise. Dat is een inpandige garage voor het beveiligd vervoer van personen.

## Banken
Sommige banken hebben een voorportaal dat voorzien is van een balie met beveiligd glas. Klanten kunnen zich melden aan de balie, waarna ze via de sluis in het kantoor van de bank kunnen komen, om aldaar een persoonlijk gesprek te hebben met een van de medewerkers. Kluizen zijn ook vaak voorzien van een sluissysteem.